# Chez Lucien
Chez Lucien est un album de bande dessinée humoristique écrit et dessiné par Frank Margerin, paru en 1985.